# غروفر (مقاطعة تايلور)
غروفر، مقاطعة تايلور (بالإنجليزية: Grover, Taylor County, Wisconsin)‏ هي بلدة تقع بولاية ويسكونسن في الولايات المتحدة. تبلغ مساحتها 184.8 (كم²)، وترتفع عن سطح البحر 451 م، بلغ عدد سكانها 256 نسمة في عام 2010 حسب إحصاء مكتب تعداد الولايات المتحدة وتصل الكثافة السكانية فيها 1.3 نسمة/كم2.

## وصلات خارجية
- http://www.townofgrover.com
- The US50 - Cities and Towns in Wisconsin State
- Wisconsin Cities and Towns, Facts, Map, Flag, Colleges, Government, and More